# Aphycus slavai
Aphycus slavai är en stekelart som beskrevs av Svetlana N. Myartseva 1981. Aphycus slavai ingår i släktet Aphycus och familjen sköldlussteklar.
Artens utbredningsområde är Turkmenistan. Inga underarter finns listade i Catalogue of Life.